# Ian McLagan
Ian Patrick 'Mac' McLagan (født 12. maj 1945 i Hounslow, Middlesex, England, død 3. december 2014) var en engelsk keyboardspiller, der er bedst kendt for at have været medlem af de engelske rockbands Small Faces og Faces. Har medvirkede endvidere på en række indspilninger med The Rolling Stones og turnerede med Stones i slutningen af 1970'erne.

## Karriere

### Small Faces og Faces
McLagan spillede i en række mindre bands i begyndelsen af 1960'erne inden han i 1965 blev hyret af manageren Don Arden til at spille i Small Faces for 30£ om ugen. McLagan erstattede Jimmy Winston i gruppen. Da "prøveperioden" i bandet var overstået, blev hyren sat ned til 20£ om ugen, svarende til, hvad de øvrige medlemmer af Small Faces modtog. McLagans første koncert med Small Faces var i Londons Lyceum Theatre den 2. november 1965. Da Steve Marriott forlod Small Faces i 1969, kom Rod Stewart og Ronnie Wood ind i gruppen, der herefter ændrede navn til Faces.

### Efter Faces
Da Faces blev opløst i 1975 arbejdede McLagan som "sideman" i The Rolling Stones, både i studiet (albummet Some Girls med klaver på bl.a. "Miss You") og på turneer, ligesom han medvirkede på en række af Ron Woods projekter, bl.a. bandet The New Barbarians. Som studiemusiker har han arbejdet med bl.a. Chuck Berry, Jackson Browne, Joe Cocker, Bob Dylan, Melissa Etheridge, Bonnie Raitt, Paul Westerberg, Izzy Stradlin, Frank Black, Nikki Sudden, John Mayer, Bruce Springsteen, Tony Scalzo, Carla Olson og Carla Olson og Mick Taylor.
McLagan blev medlem af Billy Braggs band The Blokes i en årrække fra slutningen af 1990'erne til begyndelsen af 2000. Han skrev en række af sagnene på albummet fra 2002 England, Half English sammen med Bragg og medvirkede på den efterfølgende turne.
Sideløbende med aktiviteterne som sideman havde han sit eget The Bumb Band, som han stiftede i 1977. Bandet spillede bl.a. opvarmning for The Rolling Stones in Austin i Texas i 2006.
I 2014 etablerede han bandet The Empty Hearts, der udgav albummet The Empty Heart den 5. august samme år. Den sidste pladeudgivelse, hvor McLagan medvirkede var på Lucinda Williams' dobbeltalbum  Down Where the Spirit Meets the Bone udgivet den 30. september 2014.

## Privatliv
McLagan fik et forhold til Keith Moons kone Kim Kerrigan. Kerrigan blev skilt fra Moon, og boede herefter sammen med McLagan. Parret blev gift i 1978 en måned efter Keith Moons død. Kerrigan døde i en trafikulykke i Austin den 2. august 2006.
McLagan døde den 3. december 2014 efter en hjerneblødning i en alder af 69 år.

## Diskografi
- Troublemaker (Mercury, 1979)
- Bump in the Night (Mercury, 1980)
- Last Chance to Dance (EP) (Barking Dog, 1985)
- Best of British (Maniac, 2000)
- Rise & Shine (Maniac, 2004) (Gaff Music)
- Here Comes Trouble (Maniac, 2005)
- Live (Maniac, 2006)
- Spiritual Boy (Maniac, 2006)
- Never Say Never (Maniac, 2008) (00:02:59 Records)
- United States (Maniac, 2014) (Yep Roc Records)

## Eksterne links
- Wikimedia Commons har flere filer relateret til Ian McLagan
- Ianmclagan.com officiel website
- macspages.com Arkiveret 8. marts 2008 hos  Wayback Machine officiel website